# 大橋建一
大橋 建一（おおはし けんいち、1946年〈昭和21年〉6月22日 - 2022年〈令和4年〉11月8日）は、日本の政治家。元和歌山市長。和歌山県東牟婁郡下里町（現那智勝浦町）出身。父は元和歌山県知事の大橋正雄。お茶の水女子大学名誉教授の原ひろ子は従姉。「健一」は誤記（名前の由来については後述）。

## 経歴
1946年（昭和21年）6月22日、大橋正雄の長男として和歌山県東牟婁郡下里町（現那智勝浦町）にある母の実家で生まれる。「建一」という名前には、姓の「大橋」と掛けて「廃墟となった戦後の日本に、復興の大きな橋を一番に建てる」という父の願いが込められている。
父が和歌山県庁に入庁したため、1949年（昭和24年）12月に和歌山市に転居。1959年（昭和34年）に和歌山大学教育学部附属小学校を卒業し、附属中学校に進学するが、1962年（昭和37年）に世田谷区立北沢中学校に転校。東京都立戸山高等学校を経て東京大学文学部国史専修課程卒業後、毎日新聞社記者となる。毎日新聞社では東京本社製作技術局次長、社長室委員などを務め、2002年（平成14年）7月に退社。
旅田卓宗前市長の辞職に伴う出直し選挙（同年8月25日投開票）にて、父が元県知事ということで推されて立候補し、自由民主党・社会民主党・保守党が推薦、日本共産党の支援を受けて当選した。
2005年（平成17年）12月5日
11月に発生した広島小1女児殺害事件や、12月に発生した栃木小1女児殺害事件による子どもの安全対策を問われた事に触れ「広島もかなり郊外ですし、栃木の今市もイマイチのまちであります。そういうところで事件が相次いで起こる。我々のまちも全くひとごとではない」と発言した。大橋市長は、6日の本会議で発言を取り消した上「不用意な、配慮を欠いた発言だった」として謝罪した。
2006年（平成18年）7月30日の和歌山市長選では、戦後最多の6人が立候補する激戦となったが、次点に大差をつけて2選を果たしている。2010年（平成22年）8月1日の市長選では3選を果たしたが、目立った争点のない選挙戦で有権者の関心は低く、投票率は和歌山市長選挙としては過去最低の36.45%を記録した。
2011年（平成23年）6月2日、全国の中核市の市長で構成される中核市市長会第8代会長に就任。
2014年（平成26年）の市長選挙には立候補せず、同年8月24日をもって3期12年の任期を終えた。和歌山市では辞職、死去などで任期途中での市長退任が多く、退庁式を行った市長は、戦後では大橋が初であった。（なお、同年8月10日の市長選挙では尾花正啓が当選した。）
2017年（平成29年）4月、旭日中綬章を受章。
2022年（令和4年）11月8日、内筋腫瘍のため、和歌山市の自宅で死去。76歳没。死没日付をもって正五位に叙された。

## 著書
- 『元記者市長の雑学自典』（毎日新聞社、2007年） ISBN 978-4620906607
- 『元記者市長の百歌自典』（アガサス、2012年） ISBN 978-4901056205